# Joseph König (químic)
|  | Aquest article tracta sobre el químic alimentari. Si cerqueu el teòleg catòlic, vegeu «Joseph König». |

Joseph König és un químic alemany, iniciador del camp de la química dels aliments i director del Centre de Recerca Agrícola de Münster. Va néixer a Lavesum (Haltern) el 15 de novembre del 1843 i morir el 12 d'abril del 1930 a Münster.

## Aportació
Després d'estudiar durant trenta anys la química dels aliments, el 1878 va publicar el manual Chemie der menschlichen Nahrungs- und Genußmittel  que es pot traduir com a «Química dels aliments humans i productes bàsics», amb el qual es consolidava una nova disciplina. La seva primera edició tenia només dos volums que recollien el coneixement sobre química alimentària del moment, però a la quarta edició ja n'eren 5 volums.

## L'anècdota
S'ha dit que l'interès de König en la química alimentària hauria despertat quan el seu company de taula en un banquet li va preguntar sobre el valor nutricional dels espàrrecs. En no tenir la resposta en aquell moment va buscar després bibliografia i en no trobar-la va iniciar el seu estudi dels elements nutritius dels espàrrecs per després seguir amb altres aliments.

## Llegat
L'any següent de la primera publicació del seu manual, el 1879, es va publicar la primera llei de seguretat alimentària alemanya i es va comissionar un grup d'anàlisi per fer els controls legals. L'any 1894 es va establir per llei a Alemanya un sistema estandarditzat de formació i exàmens sobre seguretat alimentaria que va ser vigent fins a 1970. Basant-se en la llei de 1897 i al sistema formatiu creat el 1894 a Alemanya els mecanismes de protecció del consumidor es van estendre a altres països.
Durant dècades els laboratoris alemanys van ser els que van proporcionar els coneixements per elaborar les taules de composició dels aliments que s'utilitzaven a altres països.
El 18 de juny de 2003 es va donar el seu nom al que des de 1962 és l'institut de secundària de Haltern am See, que s'havia creat el 1844 com a Escola Superior de la ciutat.